# Chrysotachina peruviana
Chrysotachina peruviana är en tvåvingeart som beskrevs av Charles Howard Curran 1939. Chrysotachina peruviana ingår i släktet Chrysotachina och familjen parasitflugor.
Artens utbredningsområde är Peru. Inga underarter finns listade i Catalogue of Life.